# Минарет Касри Орифон
Минарет Касри Орифон (узб. Qasri Orifon minorasi) — минарет в архитектурном комплексе Бахаутдина, село Касри Орифон, Бухарское ханство, Когонский район. Минарет был построен в 1718-1720 гг. во время правления правителя династии Аштарханидов Абу аль-Файз-хана. Минарет включен в республиканский список недвижимых объектов материального и культурного наследия Узбекистана. 
С обратной стороны минарета находится дом Абдулазизхана, справа - мечеть Абдул Хакима Кошбеги, слева - музей «Тарикат Накшбандия». Высота минарета составляет 12,2 м (40 футов), диаметр - 3 м (9,8 футов). Верхняя часть восьмиугольная, и отмечается, что он был построен между 1718 и 1720 годами. Нижняя часть минарета выполнена из тутового дерева и выложена кирпичом. Верхняя часть чинша украшена декоративными цветами. 
Со стороны киблы на минарете начертан год 1885 «Aqibat Khayrobod»,  «Акибат Хайрабод 1885». Такие же надписи четыре раза написаны сульским шрифтом на крыльце комплекса Биби Орифа в архитектурном комплексе Бахаутдина. Слова «Пусть конец будет хорошим» имеют три значения: завершение начатого дела добром, прощание с человеком и этим миром и учет его поступков в день воскресения. В 2005 году минарет был отремонтирован. В связи с тем, что восточная сторона минарета отклонилась на 41 см, западная сторона была укреплена железными полосами. Декор на поверхности минарета был обновлен. Ремонтом минарета руководил Музаффар Мирзаев. Минарет был построен в стиле среднеазиатской архитектуры. При строительстве минарета Касри Орифон использовались кирпич, дерево, камень и бетон. 